# 산포티토울트라
산포티토울트라(이탈리아어: San Potito Ultra)는 이탈리아 캄파니아주 아벨리노도의 코무네다.